# Coleeae
Coleeae es una tribu con 6 géneros de árboles pertenecientes a la familia Bignoniaceae. Es género tipo es: Colea.

## Géneros
Colea - Kigelia - Ophiocolea - Phyllarthron - Phylloctenium - Rhodocolea